# Stapelia erectiflora
Stapelia erectiflora är en oleanderväxtart som beskrevs av Nicholas Edward Brown. Stapelia erectiflora ingår i släktet Stapelia och familjen oleanderväxter. Utöver nominatformen finns också underarten S. e. prostratiflora.